# Arata Isozaki
Arata Isozaki (磯崎 新?, Isozaki Arata; Ōita, 23 luglio 1931 – Okinawa, 29 dicembre 2022) è stato un architetto giapponese.

## Biografia
Laureato all'Università di Tokyo nel 1954, è stato allievo di Kenzō Tange ed ha fatto parte del suo studio. Nel 1963 ha fondato l'"Arata Isozaki Atelier", che oggi è divenuto "Arata Isozaki & Associates". Isozaki ha vinto nel 1986 la medaglia d'oro del RIBA. In Italia un suo progetto ha vinto la gara internazionale per la nuova uscita monumentale degli Uffizi a Firenze, che è stato completato fino al progetto esecutivo, ma non verrà realizzato. Ha realizzato il Palasport Olimpico di Torino, che durante le Olimpiadi del 2006 ha ospitato le gare di hockey su ghiaccio. L'architetto ha inoltre progettato uno dei tre nuovi grattacieli nel moderno quartiere CityLife di Milano: il Dritto, e affiancato da lo Storto e il Curvo. Dal 2005 ha aperto insieme ad Andrea Maffei, suo socio italiano, lo studio Arata Isozaki & Andrea Maffei Associati srl a Milano per sviluppare nuovi progetti in Italia.
Era membro del Building Council del Giappone, socio onorario dell'Accademia Tiberina a Roma e dell'Istituto Americano degli Architetti, membro onorario del Bund Deutscher Architekten, Cavaliere dell'Ordre des Arts et des Lettres dal Ministero della Cultura francese.
Isozaki è morto il 29 dicembre 2022, all'età di 91 anni.

## Riconoscimenti

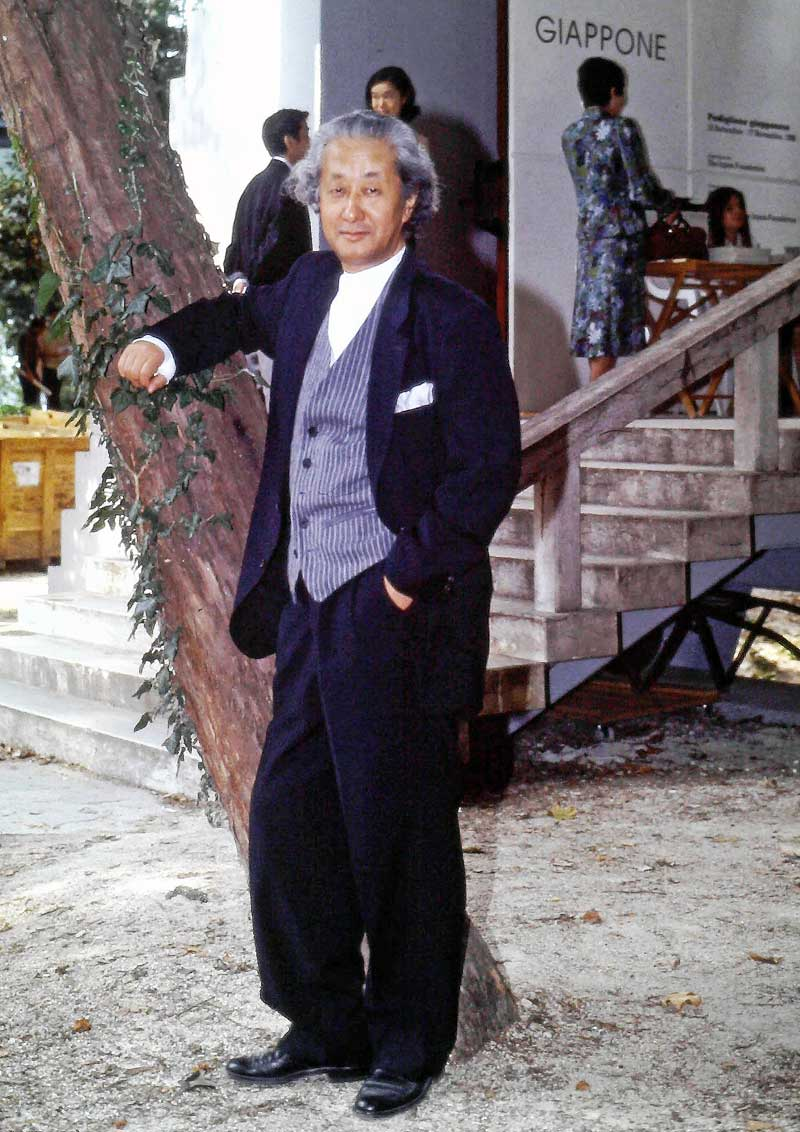
Arata Isozaki alla 6ª Mostra internazionale di architettura di Venezia nel 1996

- 1967 Premio per la Biblioteca della Prefettura di Oita dall'Istituto d'Architettura del Giappone
- 1968 Premio per la Biblioteca della Prefettura di Oita dal Libro Annuale dell'Architettura
- 1969 Premio Artist's Newcomer per l'Oita Branch, Fukuoka City Bank assegnato dal Ministero della Cultura del Giappone
- 1975 Premio per il Gunma Prefectural Museum of Fine Arts
- 1975 Premio per la Kitakyushu Central Library
- 1980 Premio speciale per l'Expo 1970 dall'Architectural Institute of Japan
- 1983 Mainichi Art Award per il Tsukuba Center Building
- 1986 RIBA Gold Medal
- 1988 Asahi Award dall'Asahi Shimbrun
- 1988 Arnold W. Brunner Memorial Prize dall'Accademia Americana
- 1988 Istituto delle Arti e delle Lettere
- 1990 Chicago Architecture Award
- 1996 Leone d'oro alla Mostra internazionale di architettura di Venezia
- 2019 Pritzker Prize[3]

## Opere principali

### Periodo brutalista
- 1959-60, Centro medico di Oita, Giappone
- 1961-66, Biblioteca della Prefettura di Oita, Giappone
- 1963-64, Scuola superiore femminile di Iwata, Prefettura di Ōita, Giappone
- 1966-67, Filiale di Oita della Banca Sogo di Fukuoka, Giappone

### Periodo postmoderno
- 1974 Kitakyushu Municipal Museum of Art
- 1974 Biblioteca centrale di Kitakyushu a Fukuoka, Giappone
- 1974 Gunma Museum of Modern Art a Takasaki, Giappone
- 1979-'83 Centro civico di Tsukuba a Ibarak, Giappone
- 1981-1986 Museum of Contemporary Art (MOCA), Los Angeles, USA
- 1983-'90 Palazzo dello Sport Sant Jordi al Montjuic di Barcellona
- 1991-'94 Museo d'arte contemporanea a Nagi, Nagi, Giappone
- 1992 Progetto per l'auditorium della città giardino della scienza di Harima, Giappone
- 1992 Progetto per il Palazzo dei Congressi di Nara, Giappone
- 1993 Museo d'arte moderna di Monaco, Germania
- 1993 Progetto per le Torri gemelle di Donau a Vienna, Austria
- 1993 Centro per le scienze e le tecnologie avanzate a Hyogo, Giappone
- 1993 Edificio per uffici in Potsdamer Platz a Berlino, Germania
- 1993 Edificio polifunzionale nella Place de Francfort a Lione, Francia
- 1994 Padiglione del te a Tokyo, Giappone
- 1995 Campus per l'University Arts and Design
- 1995 Palazzo dei Congressi a Beppu, Oita, Giappone
- 1995 Centro d'arte e tecnologia giapponese a Cracovia, Polonia
- 1995 Kyoto Concert Hall, Kyoto, Giappone
- 1995 Casa del Hombre, La Coruña, Spagna

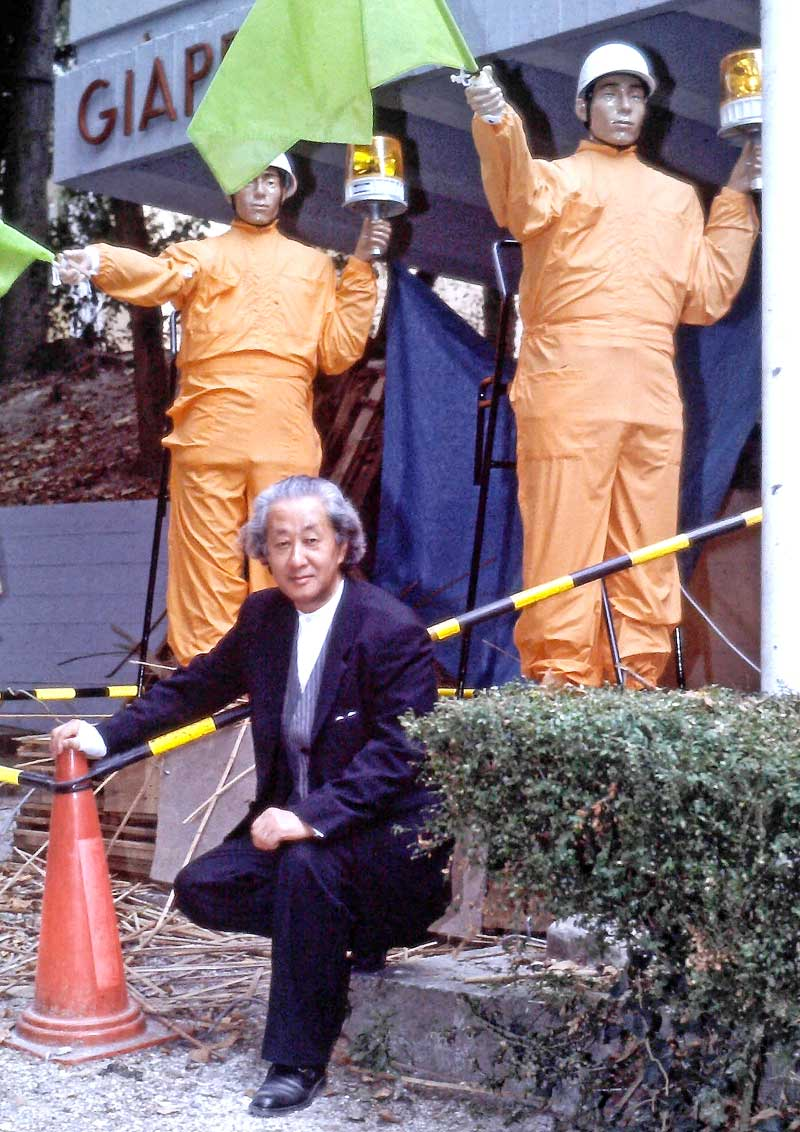
Arata Isozaki davanti al padiglione giapponese alla Biennale di Architettura di Venezia nel 1996

- Arata Isozaki davanti al padiglione giapponese alla Biennale di Architettura di Venezia nel 1996 1996 Padiglione giapponese alla Biennale di Architettura di Venezia, Italia
- 1997 Stazione di polizia a Okayama, Giappone
- 1998 Progetto per il Museo d'arte Moderna a Fort Worth, USA
- 1998 Progetto per la nuova uscita degli Uffizi a Firenze, Italia
- 1999 Progetto per il Concorso per il Museo dell'evoluzione, Burgos, Spagna
- 1999 Centro per la ricerca musicale e Palazzo dei congressi a Akiyoshidai, Giappone
- 1999 Complesso residenziale di Kitagata, Giappone
- 1999 Center of Science and Industry, Columbus (Ohio) USA
- 2000 Centro Culturale a Shizuoka, Giappone
- 2000 Stazione marittima e palazzetto dello sport a Salerno, Italia
- 2000 Progetti per Miami, Florida, USA
- 2001 Progetto di riqualificazione urbana (centro commerciale, banca, aerostazione nell'area Pirelli), Milano, Italia
- 2002 Qatar National Library, in Qatar
- 2003 Palasport Olimpico, Torino, Italia
- 2003 Central Academy of Fine Arts Museum of Contemporary Art a Pechino, Cina
- 2003 Zendai Art Museum Hotel a Shanghai, Cina
- 2004 Isozaki Atea, Abando, Bilbao, Spagna
- 2004 Palazzo del Nuoto, Torino, Italia
- 2008 Stazione centrale di Bologna, Italia (vincitore del concorso con Andrea Maffei)
- 2009 Nuova sede della provincia di Bergamo, Italia (con Andrea Maffei)
- 2011 MABIC, nuova biblioteca di Maranello (MO), Italia (con Andrea Maffei)
- 2011 Qatar National Convention Centre, Doha, Qatar
- Team Disney, Florida, USA
- Weill Cornell Medical College, Education City, vicino a Doha, Qatar
- Progetto CityLife (riqualificazione Fiera Campionaria), Milano, Italia[4]

## Galleria d'immagini

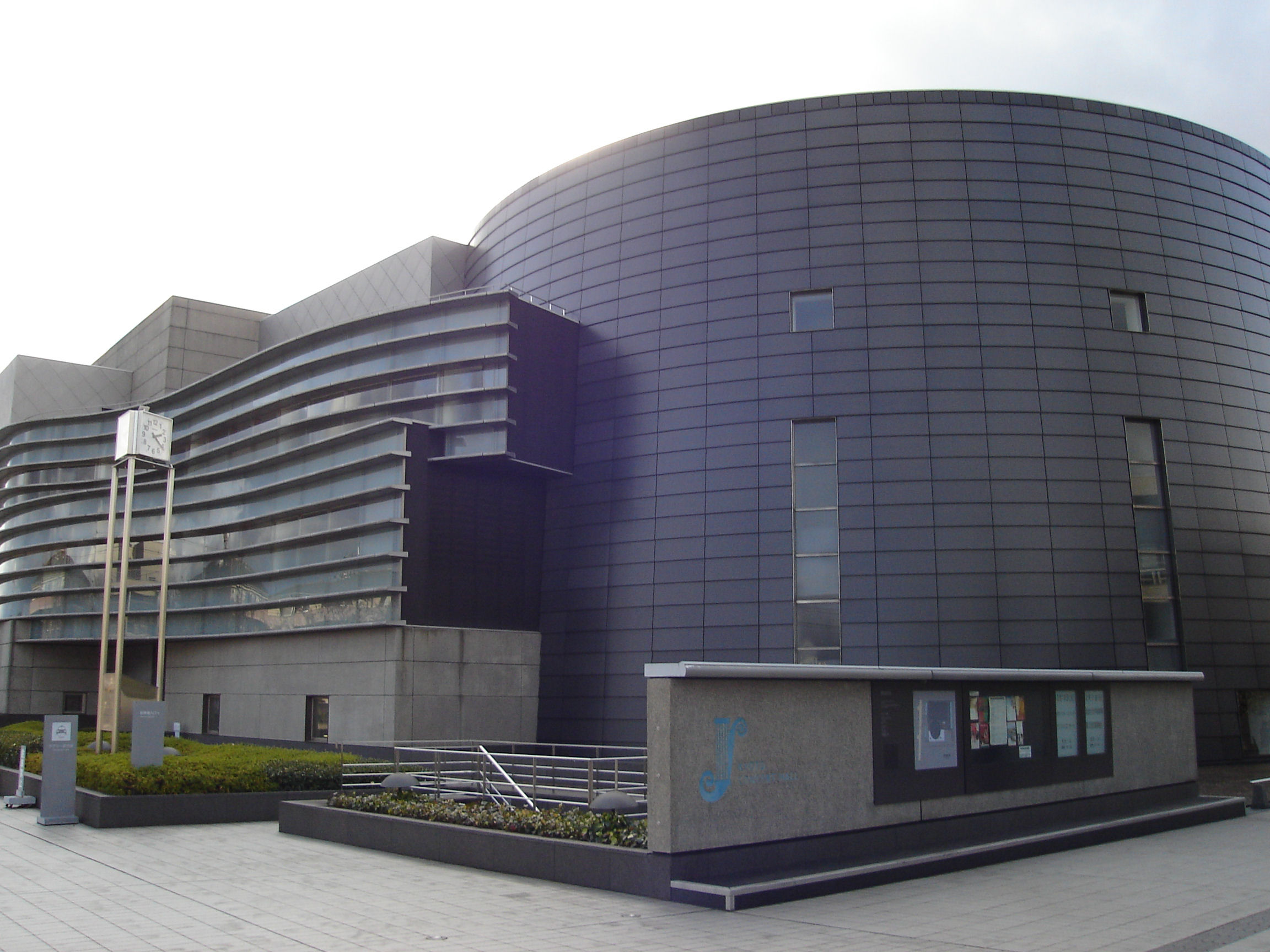
Kyoto Concert Hall
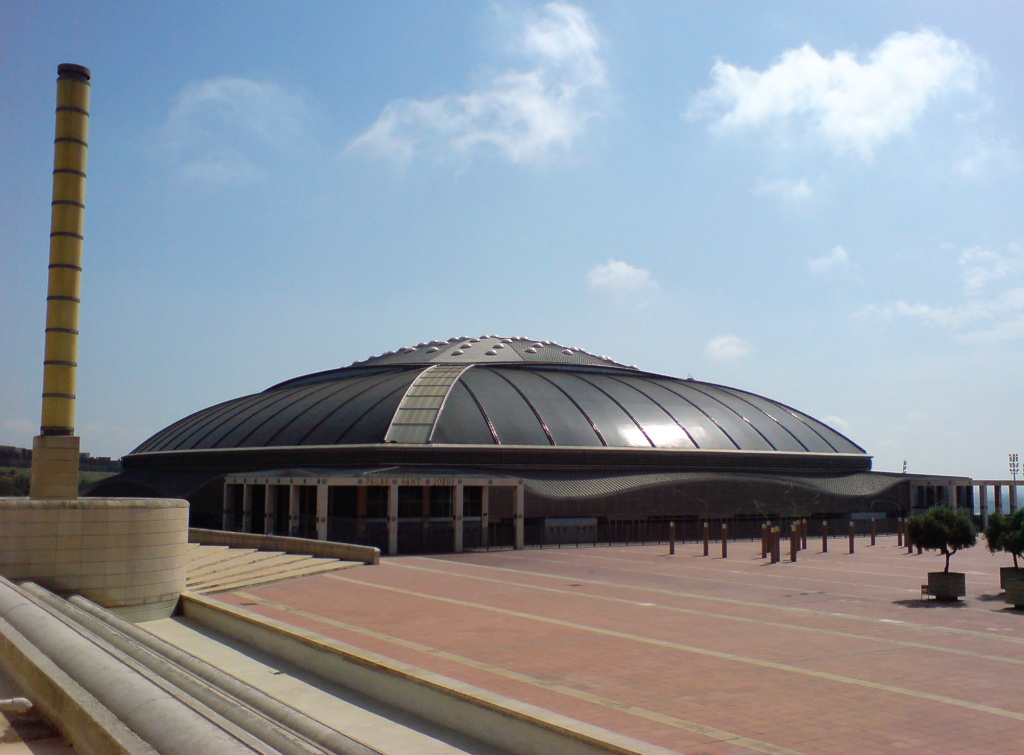
Palau Sant Jordi
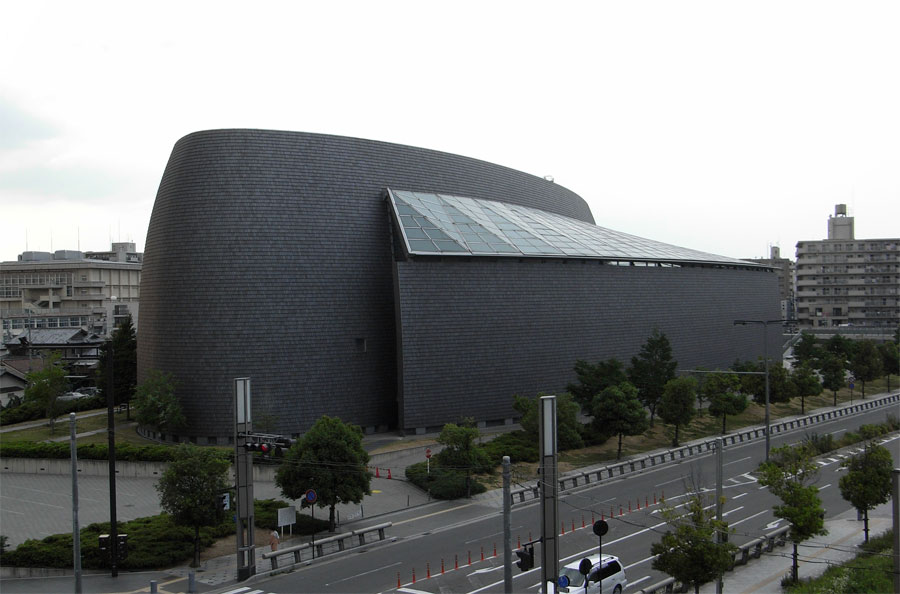
Nara Centennial Hall